# Djantiogo
Djantiogo est une commune rurale située dans le département de Léo de la province de Sissili dans la région du Centre-Ouest au Burkina Faso.